# Mobile Telephone System

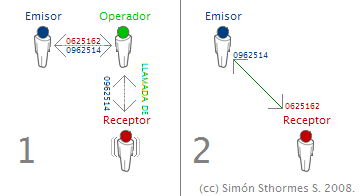
Principe de fonctionnement du MTS (1) et du IMTS (2).

Le Mobile Telephone System (MTS) était l'un des premiers standards de la téléphonie mobile. Ce système fonctionnait avec l'assistance d’opératrices téléphoniques dans les deux sens. Ce qui signifiait que si vous étiez appelé d'un téléphone fixe, l'appel parvenait à une opératrice qui vous passait la communication. De la même manière, pour appeler vers l'extérieur vous passiez par une opératrice qui vous demandait votre numéro de téléphone mobile et le numéro que vous cherchiez à joindre, puis établissait la connexion.
Ce service a été mis en place par la Bell Telephone Company et utilisé pour la première fois à Saint-Louis (Missouri) le 17 juin 1946. L'équipement originel pesait environ 40 kg et il n'y avait à l'origine que trois canaux pour tous les utilisateurs du territoire. Plus tard d'autres licences ont été ajoutées portant l'infrastructure à un total de 32 canaux à travers trois bandes. Ce service a été utilisé jusque dans les années 1980 dans de larges parts des États-Unis.
Ce protocole a été remplacé par l'IMTS (Improved Mobile Telephone Service).